# Miyoko Karami
Miyoko Karami (唐見 実世子, Karami Miyoko, Hiroshima, 6 de setembro de 1974) é uma ex-ciclista olímpica japonesa. Karami representou seu país nos Jogos Olímpicos de Verão de 2004.